# Ali Shahbazi
Ali Shahbazi (in persiano علی شهبازی‎; Qom, 25 febbraio 1937) è un generale iraniano, fu capo di stato maggiore e comandante in capo dell'Esercito della Repubblica Islamica dell'Iran nel primo caso dal 1988 al 1998 e nel secondo caso dal 1998 al 2000.

## Carriera
venne nominato da Ali Akbar Hashemi Rafsanjani come capo di stato maggiore dello stato maggiore congiunto delle forze armate iraniane il 7 maggio 1988. Shabazi divenne in seguito il primo comandante in capo dell'esercito iraniano. Venne in seguito sostituito dal maggior generale Mohammad Salimi quando si dimise dal suo incarico nel maggio 2000. successivamente divenne direttore del consiglio della fidata università per la difesa nazionale e capo consigliere militare della guida suprema Ali Khamenei.